# Moskiewska gorączka
Moskiewska gorączka (ang. Moscow Heat, ros. Московская жара) – rosyjski film sensacyjny z roku 2004 z kulturystą Aleksandrem Niewskim obsadzonym w roli policjanta Vlada Stepanova. Film luźno nawiązuje do Czerwonej gorączki z 1988 roku, w której w głównej roli wystąpił Arnold Schwarzenegger (nieoficjalnie uznany został za jego sequel).
Film ukazał się na ekranach kin amerykańskich i rosyjskich. Polscy dystrybutorzy przeznaczyli go do użytku domowego (najpierw pojawił się jako dodatek do miesięcznika Kino akcji, następnie na rynku DVD).

## Obsada
- Aleksandr Niewski jako Vlad Stepanov
- Michael York jako Roger Chambers
- Richard Tyson jako Nikolay Klimov
- Robert Madrid jako Rudy Sousa
- Joanna Pacuła jako Sascha
- Andrew Divoff jako Weston
- Mariya Golubkina jako Mascha
- Sergei Gorobchenko jako Oleg
- Jeff Celentano jako Denis
- Adrian Paul jako Andrew Chambers

## Fabuła
Fabuła filmu powiela schematy amerykańskiego kina akcji – bohaterem jest muskularny policjant (do którego roli, podobnie jak w tematycznym inspiratorze Czerwonej gorączce, wybrano profesjonalnego kulturystę), którego celem jest zwalczenie działalności filmowych czarnych bohaterów; w filmie nagromadzono także sceny przemocy – m.in. tortury głównego bohatera – oraz motywy żeńskiego negliżu i wulgarność języka.